# NGC 1321
NGC 1321 je galaksija u zviježđu Eridan.

## Vanjske poveznice
- SEDS: NGC 1321